# حسنا الآن
حسنًا الآن هي رواية للأطفال بقلم غاري د. شميدت، نُشرت في عام 2011. وهي الجزء الثاني لرواية شميدت حروب الأربعاء لعام 2007، تحتوي على إحدى شخصياتها المفضلة دوغ سويتيك.

## الملخص الحبكة
بعد أحداث حروب الأربعاء، يبلغ دوغ سويتيك من العمر أربعة عشر عامًا ويعيش في لونغ آيلاند عام 1968 أثناء حرب فيتنام. بعد طرد والد دوغ بسبب حديثه مع رئيسه، تنتقل عائلة سويتيكس إلى بلدة ماريسفيل الصغيرة في نيويورك، حيث يشعر دوغ بأنه في غير مكانه وغير مرحب به.
في ماريسفيل، يُفتن دوغ بطيور أمريكا وهو كتاب رسمه جون جيمس أودوبون كان معروضًا خلف الزجاج في المكتبة المحلية. يبدأ دوغ في تعلم كيفية الرسم، بدءًا من نسخة من خرشنة القطب الشمالي لأودوبون تحت وصاية السيد باول أمين المكتبة. يلتقي دوغ أيضًا بفتاة تُدعى ليليان "ليل" سبايسر، والتي يعشقها في النهاية. يمتلك والد ليل متجرًا للأطعمة الجاهزة، يشتغل لديه دوغ كصبي توصيل مما يتيح له التعرف على المقيمين الآخرين في ماريسفيل. عند بدء الصف الثامن، كشف دوغ عن أنه غير قادر على القراءة. يستطيع مدرس اللغة الإنجليزية مساعدته في التعلم باستخدام نسخة مختصرة من رواية جين آير. يتعامل دوغ أيضًا مع الافتراض بأنه مجرم صغير، لأن شقيقه كريستوفر يُفترض أيضًا أنه مجرم صغير. يؤكد مدرس العلوم الفيزيائية لدوج أنه يعتبره شخصًا خاصًا به. في المدرسة أيضًا، يبدأ دوغ ومدربه في صالة الألعاب الرياضية وهو من المحاربين القدامى بداية مثيرة للجدل. في وقت قريب من عيد الميلاد، يعود لوكاس شقيق دوغ الأكبر، إلى منزله من فيتنام مصابًا بإصابات دائمة ويساعده دوغ على التكيف. يقوم دوغ بتحسين علاقته مع مدربه في صالة الألعاب الرياضية من خلال مساعدته في الفصل وتقديمه إلى لوكاس الذي يعاني أيضًا من ذكريات الحرب. بمرور الوقت، يكتسب دوغ دعم وثقة الناس في ماريسفيل مما يسمح له بمواجهة المُشكلات بثقة وأمل.

## الفصول
سُمي كل فصل باسم لوحة مُختلفة من كتاب طيور أمريكا . بالترتيب وهم:

الخرشنة الشمالية، اللوحة رقم 250
الغواص ذو الحنجرة الحمراء، رقم 202
بفن كبير المنقار، #293
نورس الظهر أسود، رقم 241
البرتقالي، رقم 288
مالك الحزين الثلجي، رقم 242
طائر النوء ذو الذيل المشعب، رقم 260
البجع دي، رقم 251
كروان الإسكيمو العظيم، رقم 237

## التطوير
صرحت شميدت: "لقد سخرت دائمًا من المؤلفين الذين يقولون إنهم اضطروا إلى كتابة جزء ثاني لأن هناك شخصيات لم يتمكنوا من إخراجها من رؤوسهم، لكن الآن يجب أن أستعيد كل تلك الأشياء الفظيعة التي قلتها". تمت صياغة الرواية في البداية من منظور ضمير المخاطب، وعانت شميدت من سرد القصة لكن بعد التغيير إلى السرد بضمير المتكلم، كتبت شميدت في بدايتي الثالثة في هذه الرواية الغبية، كان دوغ هو الذي يروي القصة وهي كان صحيحا.  مثل دوغ ، قُلِّلَ من شأن شميدت من قبل معلميه حتى علمه أحدهم القراءة.  

## الاستقبال النقدي
قال المؤلف ريتشارد بيك في مقال لصحيفة نيويورك تايمز إن الرواية "مليئة بالأحداث والتمكين أكثر مما يمكن أن تحتويه أي سنة أو رواية في الصف الثامن" لكنه أشاد بثقلها العاطفي.  وصفت أوغستا سكاترغود الناقدة في كريستيان ساينس مونيتور الرواية بأنها "في الكثير من الأحيان مفجعة ولكنها مُضحكة دائمًاوسيكون الجمهور "اكتشف أيضًا شيئًا مهمًا حول القدرة على الحب وقوة المرونة" بنهاية الرواية. 

### الجوائز
كان كتاب حسنًا الآن مدرجًا في قائمة أفضل الكُتب مبيعًا في صحيفة نيويورك تايمز  وكتاب العام على موقع أمازون.  حصل الكتاب أيضًا على جائزة اختيار الأطفال.  وصلت الرواية إلى نهائيات جائزة الكتاب الوطني لأدب الشباب في أكتوبر 2011 

## الروابط الخارجية
- Gary Schmidt reading from his YPL book Okay for Now at the 2011 NBA Finalists Reading on Vimeo
- "Gary D. Schmidt: Okay for Now". National Book Foundation. 2011. مؤرشف من الأصل في 2024-05-13. اطلع عليه بتاريخ 2018-05-15.

### التعليقات
- Bird, Elizabeth (12 فبراير 2011). "Review of the Day: Okay for Now by Gary D. Schmidt". A fuse 8 Production. School Library Journal. مؤرشف من الأصل في 2024-05-13. اطلع عليه بتاريخ 2018-05-15.
- "Okay for Now (starred)". Kirkus Reviews. 4 أبريل 2011. مؤرشف من الأصل في 2023-12-06. اطلع عليه بتاريخ 2018-05-15.
- "Okay for Now". Publishers Weekly. أبريل 2011. مؤرشف من الأصل في 2024-05-13. اطلع عليه بتاريخ 2018-05-15.
- Springstubb, Tricia (7 مايو 2011). "'Okay for Now' by Gary D. Schmidt is a coming-of-age novel that soars". The Cleveland Plain Dealer. مؤرشف من الأصل في 2024-05-13. اطلع عليه بتاريخ 2018-05-15.
- Peck, Richard (12 مايو 2011). "An Outsider's Comeback". The New York Times. مؤرشف من الأصل في 2024-05-13. اطلع عليه بتاريخ 2018-05-14.
- Grilo, Ana (18 أغسطس 2011). "Book Review for 'Okay for Now'". The Book Smugglers. مؤرشف من الأصل في 2024-05-13. اطلع عليه بتاريخ 2016-08-27.